# Pontificio istituto missioni estere

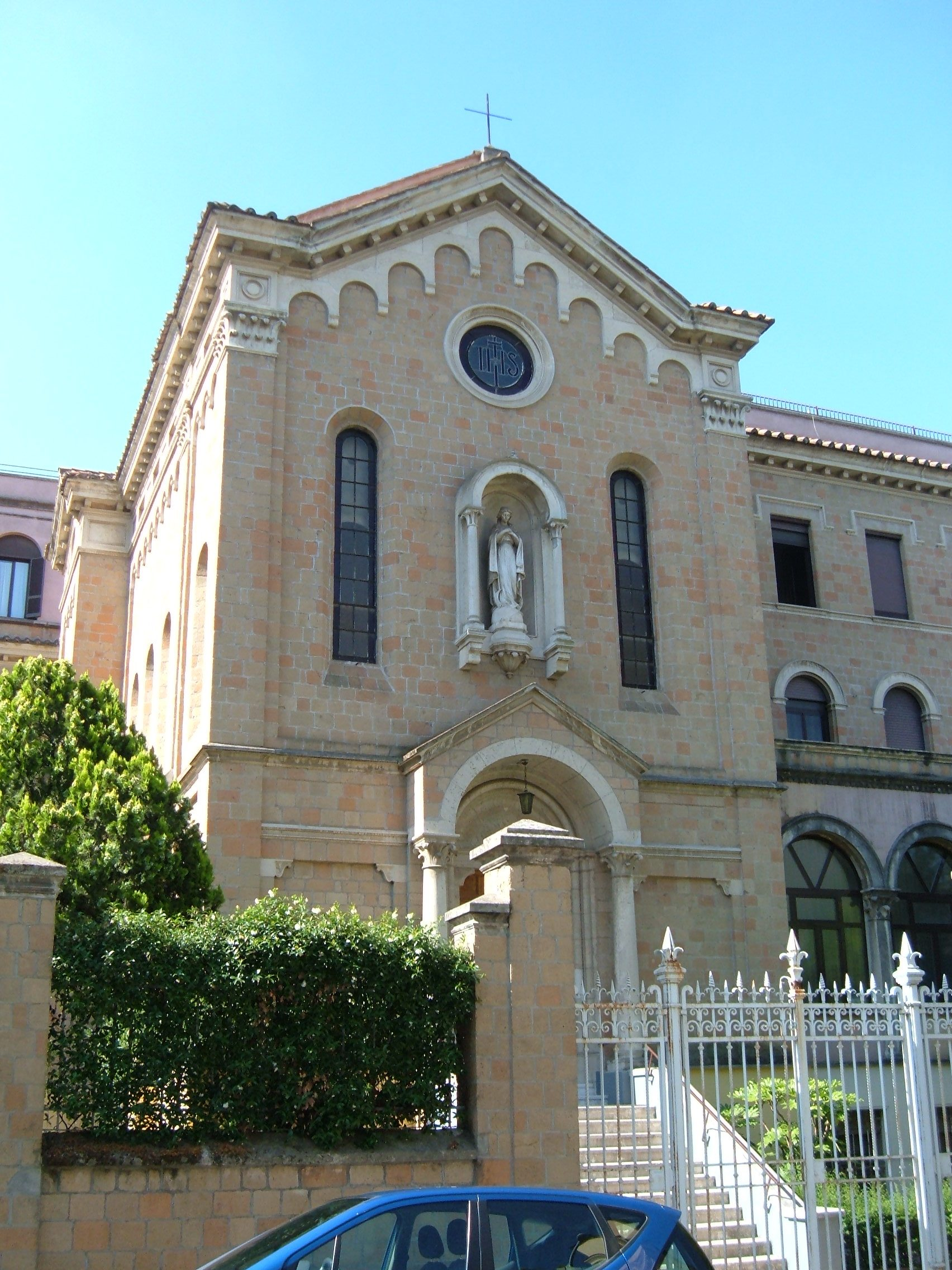
La cappella del Preziosissimo Sangue, presso la sede romana del PIME

Il Pontificio istituto missioni estere (in latino Pontificium institutum pro missionibus exteris) è una società clericale di vita apostolica di diritto pontificio: i membri della società pospongono al loro nome la sigla P.I.M.E.
La società è nata nel 1926 dall'unione dell'Istituto per le missioni estere di Milano, sorto nel 1850 a opera di Angelo Ramazzotti con l'appoggio di tutti i vescovi lombardi, con il pontificio seminario dei santi apostoli Pietro e Paolo di Roma, istituito nel 1871 da don Pietro Avanzini.

## Storia
L'idea di fondare un seminario per la formazione del clero missionario era vagheggiata già da papa Gregorio XVI, che espresse al suo conterraneo Lodovico Maria de Besi, vicario apostolico dello Shantong in Cina, il rammarico per l'assenza di un'istituzione del genere in Italia.

### L'istituto per le missioni estere di Milano

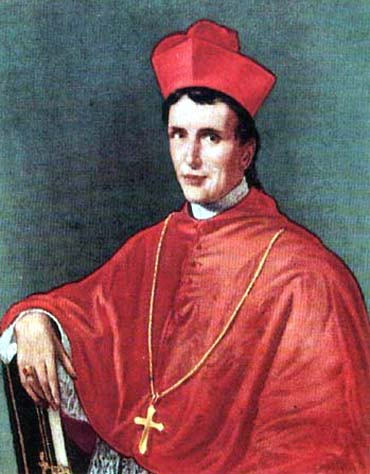
Angelo Ramazzotti, il principale promotore dell'istituto milanese

Il progetto venne ripreso da papa Pio IX: in occasione del suo incontro con il vescovo Jean-Félix-Onésime Luquet, delle missioni estere di Parigi, lo invitò a sollecitare l'arcivescovo di Milano a creare un istituto missionario nella sua diocesi. Nel 1847 Luquet incontrò l'arcivescovo Carlo Bartolomeo Romilli nella casa degli oblati di Rho alla presenza del superiore della comunità, Angelo Ramazzotti. Questi, non potendo recarsi in missione egli stesso, meditava da tempo l'apertura di un seminario per la formazione dei missionari e aveva già acquistato un palazzo a Saronno da destinare a tale scopo.
Il seminario venne aperto a Saronno il 31 luglio 1850 e il 1º dicembre successivo i vescovi lombardi sottoscrissero a Milano il decreto di erezione. L'episcopato lombardo si impegnò a fornire al nascente istituto una base giuridica, il sostegno logistico e l'appoggio spirituale: i sacerdoti formatisi nell'istituto, appartenenti al clero secolare, sarebbero risultati incardinati nelle loro diocesi di origine (i membri vennero incardinati nella società solo a partire dal 1917).
I primi sette missionari partirono per la Melanesia e la Micronesia, dove erano già attivi i maristi, nel 1852. Gli inizi furono disastrosi: uno dei sette missionari, fratel Corti, morì per malattia, un altro, Giovanni Mazzucconi, venne assassinato dagli indigeni, un altro, Carlo Salerio, dovette rimpatriare e gli altri si ritirarono prima a Manila e poi a Hong Kong. Negli anni successivi vennero affidate ai missionari lombardi altre missioni: nel 1855 quella di Hyderabad, nel Bengala, nel 1858 Hong Kong, nel 1867 la Birmania orientale, nel 1869 lo Henan, in Cina.

### Il pontificio seminario dei santi apostoli Pietro e Paolo

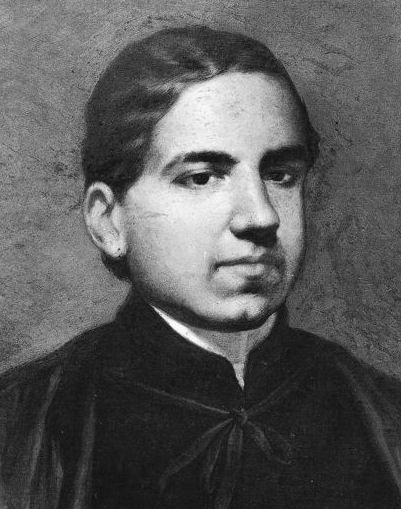
Pietro Avanzini, fondatore del seminario romano

Nel 1867, in occasione del 18º centenario del martirio degli apostoli Pietro e Paolo, il sacerdote romano Pietro Avanzini presentò il progetto per l'apertura anche a Roma di un seminario per le missioni estere: la presa di Roma ritardò l'inaugurazione, che avvenne solo il 21 dicembre 1871. La prima sede fu presso l'abitazione di Avanzini, ma nel 1874 papa Pio IX concesse loro una nuova sede più adeguata: il 21 giugno di quell'anno, con il breve Dum Ecclesiae naviculae, il pontefice concesse la sua approvazione alla società missionaria.
Gli alunni del seminario studiavano e prendevano i gradi accademici presso le università pontificie di Roma: il loro scopo principale, infatti, era quello di aprire seminari per la formazione del clero locale in terra di missione.
I primi missionari raggiunsero il vicariato apostolico del Queensland nel 1877, ma abbandonarono il territorio nel 1884; nel 1887 venne loro affidata la missione di Hanchung, in Cina, dove i missionari ottennero i maggiori successi; nel 1895 venne loro affidata la California Inferiore, che i missionari dovettero lasciare nel 1926, a causa delle persecuzioni messicane.

### L'unione delle due società
Già negli ultimi anni del XIX secolo si iniziò a parlare di una possibile unione tra l'istituto milanese e il seminario romano: l'occasione concreta si presentò nel 1912, quando alla prima assemblea generale dell'istituto milanese presero parte anche i rappresentanti del seminario romano.
L'unione, caldeggiata da papa Pio XI e sostenuta dal cardinale Willem Marinus van Rossum, prefetto della congregazione di Propaganda Fide, venne sanzionata con il motu proprio "Cum missionalium opera" del 26 maggio 1926.
Al PIME vennero affidate numerose missioni in Africa, Brasile e in Asia: nel 1936 furono a Neghelli, in Etiopia, nel 1947 in Guinea-Bissau, nel 1967 in Camerun e nel 1972 in Costa d'Avorio; nel 1946 giunsero in Brasile, dove furono attivi soprattutto a Macapá, Parintins, Manaus e Corumbá; dopo la cacciata dalla Cina (1949-1951) i missionari si diffusero in India, Bangladesh, Birmania e Hong Kong, nel 1951 raggiunsero il Giappone, nel 1968 le Filippine e nel 1972 la Thailandia.
Nel 1947 hanno iniziato a diffondersi negli Stati Uniti d'America.
Dal 1978 i membri della società non si legano più al PIME mediante giuramento ma mediante promessa; è stata anche introdotta la possibilità per i sacerdoti diocesani di associarsi all'istituto pur rimanendo incardinati nelle diocesi di origine.
Tra i suoi membri, il PIME annovera il missionario Alberico Crescitelli, martire in Cina durante la rivolta dei Boxer, canonizzato da papa Giovanni Paolo II nel 2000.

## Attività e diffusione
Il fine principale del PIME è la propagazione della fede nel mondo. I suoi membri sono attivi anche nel settore dell'animazione missionaria e dell'editoria (insieme ad altri istituti missionari, hanno fondato la casa editrice EMI). Sostengono i movimenti di animazione e di cooperazione missionaria: hanno contribuito alla nascita dell'UMMI (1933), il primo organismo di laicato missionario in Italia, dei gruppi missionari giovanili (1956) e di Mani Tese (1964).
La sede generalizia dal 1951 è a Milano, in via Monte Rosa 81.
Alla fine del 2008 la società contava 58 case e 498 membri, 457 dei quali sacerdoti.